# X-Men: Mutant Academy
X-Men: Mutant Academy är ett datorspel utvecklat av Paradox Development och utgivet av Activision år 2000. Ett explosivt beat-'em-up för en mot en-slagsmål med 3D-grafik, mutantkrafter och lite influenser från filmen The Matrix.
Man kan spela som tio olika mutanter: Cyclops, Storm, Jean Grey, Wolverine, Beast, Gambit, Mystique, Sabretooth, Toad och Magneto. Man kan antingen använda deras klassiska serietidningsdräkter eller dräkterna från filmen. Kontrollsystemet liknar Street Fighter väldigt mycket.
- George Buza - Beast/Dr. Henry 'Hank' McCoy
- Jennifer Dale - Mystique/Raven Darkholme
- Tony Daniels - Gambit/Remy LeBeau
- Catherine Disher - Jean Grey
- Cathal J. Dodd - Wolverine/Logan
- Don Francks - Sabretooth/Victor Creed
- David Hemblen - Magneto/Erik Magnus Lehnsherr
- Alison Sealy-Smith - Storm/Ororo Munroe